# The Mother of the Ranch (film 1912)
The Mother of the Ranch è un cortometraggio muto del 1912 diretto e interpretato da Arthur Mackley. La sceneggiatura è firmata dal produttore Gilbert M. 'Broncho Billy' Anderson.

## Produzione
Il film fu prodotto dall'Essanay Film Manufacturing Company. Venne girato a Niles, il sito scelto da Gilbert M. 'Broncho Billy' Anderson per girare in California i film della casa di produzione di Chicago.

## Distribuzione
Distribuito dalla General Film Company, il film uscì nelle sale cinematografiche USA il 2 novembre 1912.